# Disintegration (더 큐어의 음반)
| 전문가 평가                   | 전문가 평가 |
| 평가 점수                     | 평가 점수   |
| 출처                          | 점수        |
| ----------------------------- | ----------- |
| AllMusic                      | [ 6 ]       |
| Blender                       | [ 7 ]       |
| Chicago Tribune               | [ 8 ]       |
| Entertainment Weekly          | A           |
| Los Angeles Times             | [ 10 ]      |
| NME                           | 9/10        |
| Pitchfork                     | 10/10       |
| Rolling Stone                 | [ 13 ]      |
| The Rolling Stone Album Guide | [ 14 ]      |
| The Village Voice             | C+          |

《Disintegration》은 1989년 5월 2일, 픽션 레코드가 발매한 영국의 록 밴드 더 큐어의 여덟 번째 스튜디오 음반이다. 이 음반은 1980년대 초 밴드가 확립한 내성적인 고딕 록 스타일로 되돌아가는 것을 의미한다. 보컬리스트이자 기타리스트인 로버트 스미스는 30세가 가까워지자 밴드의 팝적인 성공을 더 오래 지속할 수 있는 작품으로 따라가야 한다는 압박감을 느꼈다. 이는 그룹의 새로운 인기에 대한 혐오감과 맞물려 스미스가 다시 환각제 사용에 빠져들게 만들었고, 그 효과는 음반 제작에 강한 영향을 미쳤다. 이 밴드는 1988년 말부터 1989년 초까지 공동 프로듀서 데이비드 M. 앨런과 함께 옥스퍼드셔주 체켄던의 후켄드 레코딩 스튜디오에서 음반을 녹음했다. 믹싱이 완료된 후, 창립 멤버인 롤 톨허스트는 밴드에서 해고되었다.
이 음반은 영국에서 3위, 미국에서 12위를 차지했으며 빌보드 핫 100에서 2위를 차지한 〈Lovesong〉을 포함한 여러 히트 싱글을 생산했다. 이 음반은 전 세계적으로 4백만 장 이상이 팔리면서 현재까지 이 밴드의 가장 높은 판매 기록으로 남아 있다. 이 음반은 나중에 찬사를 받기 전에 따뜻한 비평가들의 환영을 받았고, 결국 《롤링 스톤》의 "역사상 가장 위대한 음반 500장" 목록에 116위에 올랐다. 올뮤직의 스티븐 토마스 얼와인은 이를 "80년대 더 큐어가 추구하던 모든 음악적 방향성의 절정"이라고 불렀다.

## 배경
더 큐어의 두 번째 음반인 《Seventeen Seconds》 (1980년)는 이 밴드를 저명한 고딕 록 밴드로 확립했고 《Faith》 (1981년), 《Pornography》 (1982년)가 뒤를 이었다. 1982년과 1983년 사이에 세 개의 싱글이 발매되었는데, 이는 스타일의 큰 차이였다. 〈The Lovecats〉는 영국에서 톱 10에 진입한 밴드의 첫 싱글이 되었고, 7위에 정점을 찍었다. 이러한 변화는 "그 모든 사람들에 대한 나의 반응은 〈Let's Go to Bed〉와 같은 정신 착란적이고 계산된 노래를 만드는 것이었다"라는 밴드의 레이블링에 대한 스미스의 좌절에 기인한다. 1984년 기타리스트 펄 톰슨과 베이시스트 사이먼 갤럽이 복귀하고 드러머 보리스 윌리엄스가 합류한 이후 스미스와 키보디스트 롤 톨허스트는 그룹의 여섯 번째 스튜디오 음반 《The Head on the Door》 (1985년)의 발매와 함께 팝 지향적인 주제를 계속 통합했다. 싱글 〈In-Between Days〉와 〈Close to Me〉로 밴드는 미국에서 처음으로 생존 가능한 상업적 세력이 되었다.

## 발매
《Disintegration》은 1989년 5월 2일에 발매되었고, 영국 음반 차트에서 3위로 정점을 찍었다. 영국에서, 리드 싱글 〈Lullaby〉는 5위에 올랐을 때 그들의 고국에서 더 큐어의 최고 차트 히트곡이 되었다. 미국에서는 영화 《로스트 엔젤스》의 출연으로 인해 밴드의 미국 레이블인 엘렉트라 레코드가 첫 싱글로 〈Fascination Street〉을 발매했다. 〈Lullaby〉의 국제적인 후속 싱글인 〈Lovesong〉은 《빌보드》 차트에서 2위에 올랐을 때 미국에서 더 큐어의 최고 차트 히트곡이 되었다. 1990년 3월 마지막 싱글 〈Pictures of You〉가 영국 차트에서 24위에 올랐을 정도로, 이 음반은 1년 전에 발매되었다는 사실에도 불구하고, 《Disintegration》의 성공이 있었다. 《Disintegration》은 영국에서 실버 인증을 받았으며(판매량은 60,000장) 1992년까지 전 세계적으로 300만 장 이상이 판매되었다.

## 곡 목록
모든 곡들은 로버트 스미스, 사이먼 갤럽, 로저 오도넬, 펄 톰슨, 보리스 윌리엄스 그리고 롤 톨허스트에 의해 작사/작곡하였다.
| #   | 제목                           | 재생 시간 |
| --- | ------------------------------ | --------- |
| 1.  | 〈Plainsong〉                  | 5:12      |
| 2.  | 〈Pictures of You〉            | 7:24      |
| 3.  | 〈Closedown〉                  | 4:16      |
| 4.  | 〈Lovesong〉                   | 3:29      |
| 5.  | 〈Last Dance〉                 | 4:42      |
| 6.  | 〈Lullaby〉                    | 4:08      |
| 7.  | 〈Fascination Street〉         | 5:16      |
| 8.  | 〈Prayers for Rain〉           | 6:05      |
| 9.  | 〈The Same Deep Water as You〉 | 9:19      |
| 10. | 〈Disintegration〉             | 8:18      |
| 11. | 〈Homesick〉                   | 7:06      |
| 12. | 〈Untitled〉                   | 6:30      |

## 인증
| 국가                                                                                         | 인증        | 판매량/출하량 |
| -------------------------------------------------------------------------------------------- | ----------- | ------------- |
| 프랑스 (SNEP)                                                                                | 2× 골드     | 200,000*      |
| 독일 (BVMI)                                                                                  | 골드        | 250,000^      |
| 이탈리아 (FIMI)                                                                              | 골드        | 25,000*       |
| 뉴질랜드 (RMNZ)                                                                              | 골드        | 7,500^        |
| 스페인 (PROMUSICAE)                                                                          | 플래티넘    | 100,000^      |
| 스위스 (IFPI 스위스)                                                                         | 골드        | 25,000^       |
| 영국 (BPI)                                                                                   | 골드        | 100,000^      |
| 미국 (RIAA)                                                                                  | 2× 플래티넘 | 2,000,000^    |
| 요약                                                                                         |             |               |
| 유럽                                                                                         | —           | 1,000,000     |
| 전 세계                                                                                      | —           | 4,000,000     |
| *판매량을 기반으로 한 인증 · ^출하량을 기반으로 한 인증 · 판매량+스트리밍을 기반으로 한 인증 |             |               |